# Daphnusa
Daphnusa é um gênero de mariposa pertencente à família Bombycidae.

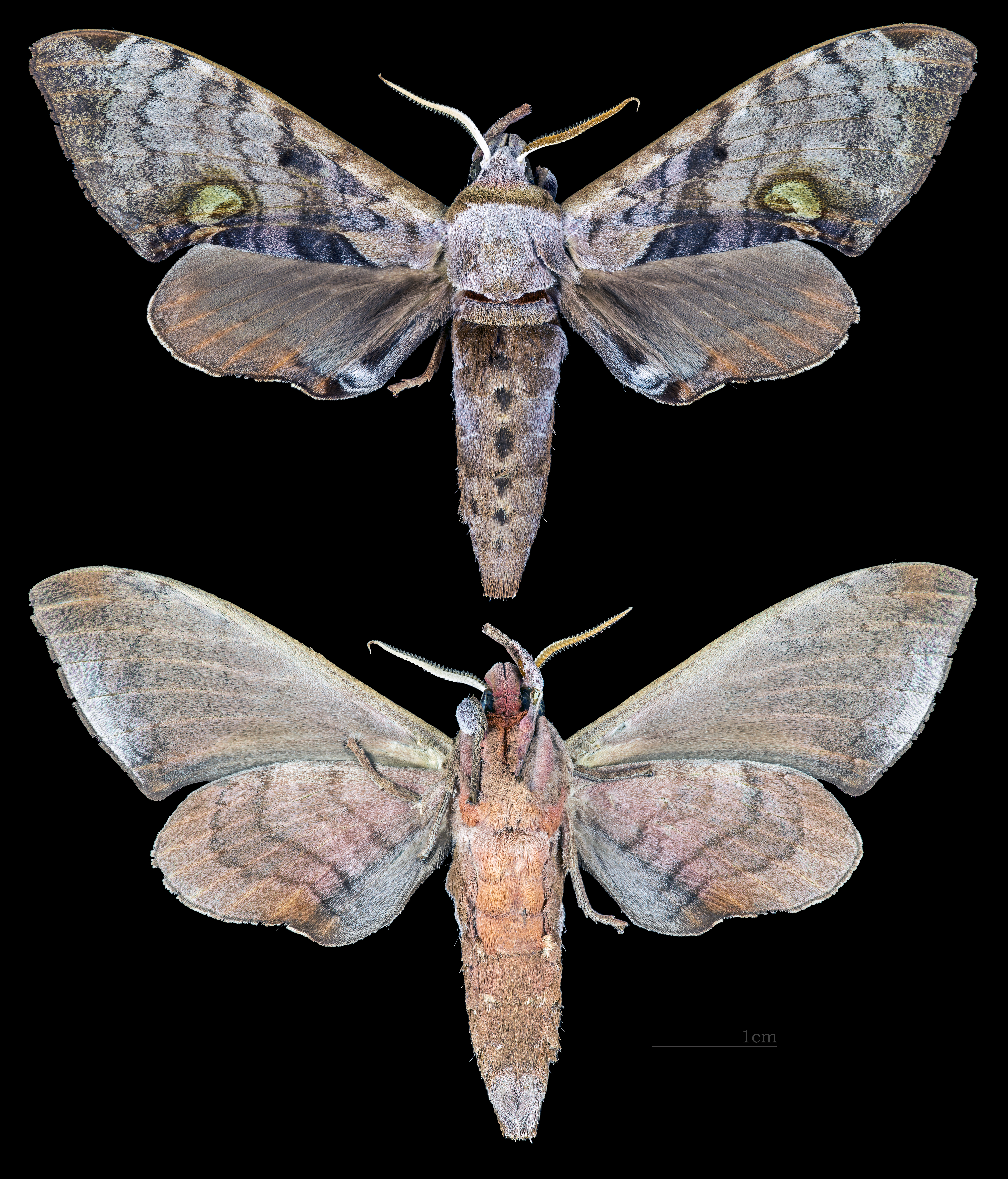
Daphnusa ocellaris
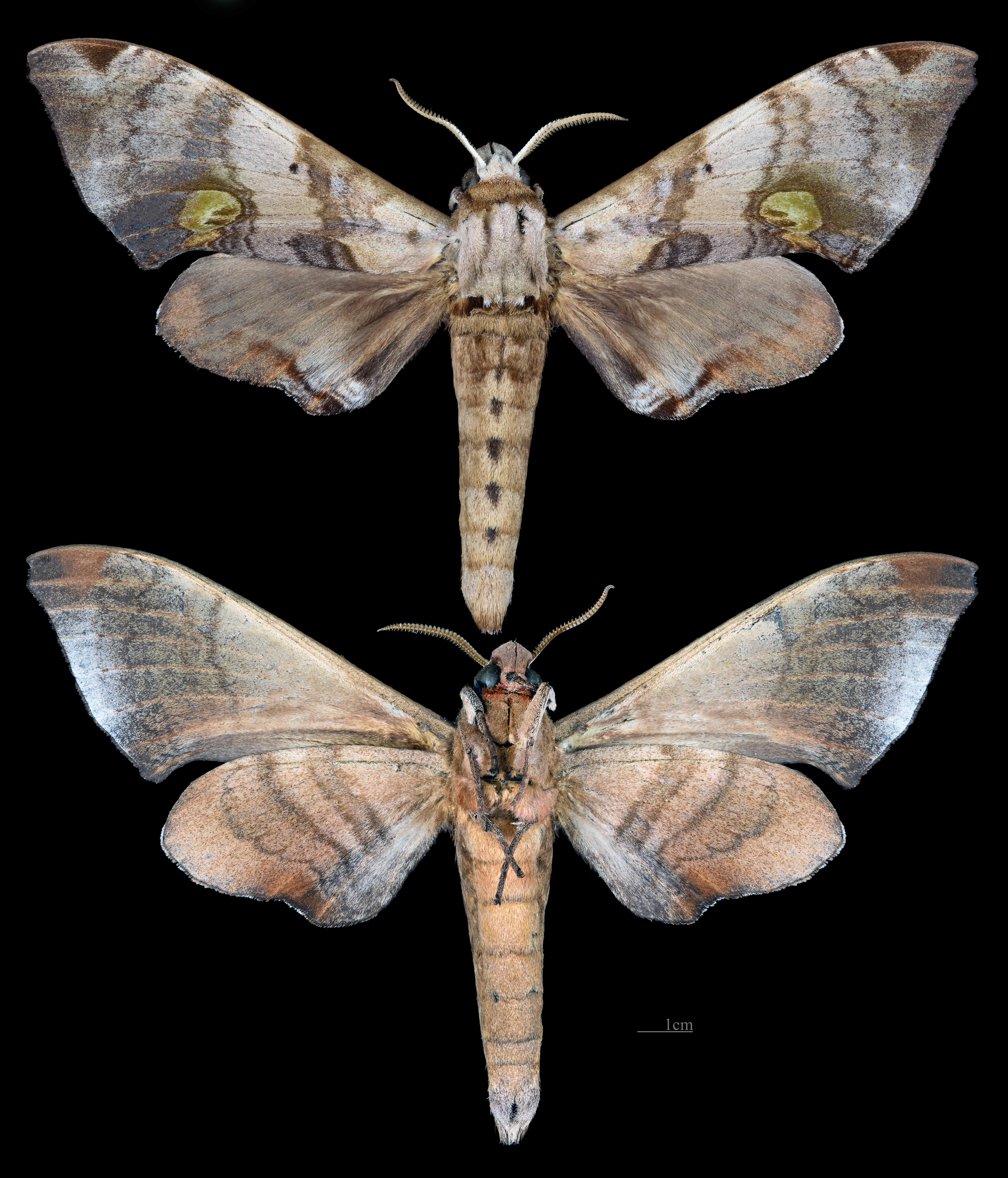
Daphnusa sinocontinentalis